# Stroken

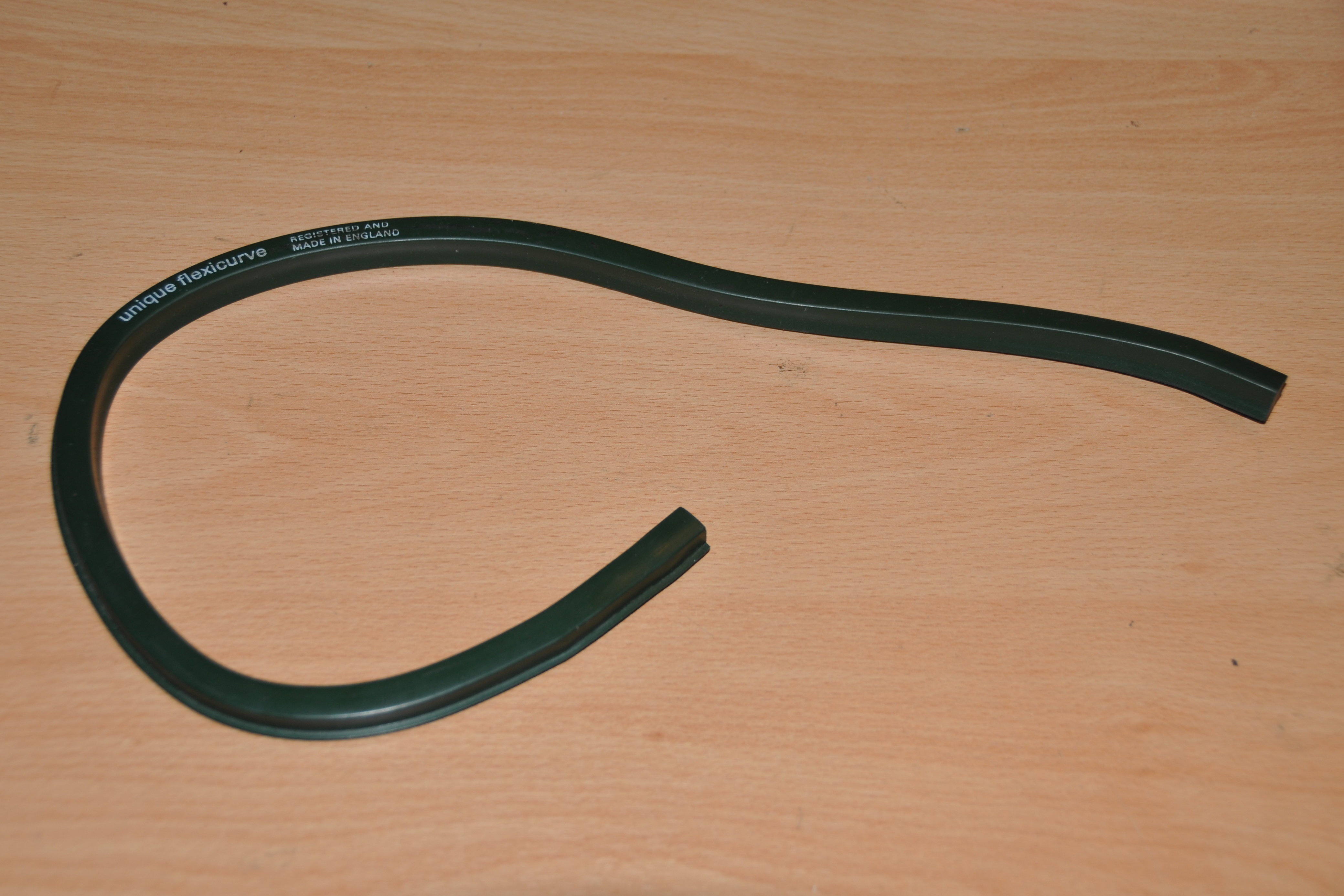
Flexicurve met vierkante doorsnede

Het werkwoord stroken betekent passend maken, in de zin van onregelmatigheden wegwerken. Het komt in overdrachtelijke zin voor in het begrip: het strookt met enz. oftewel het past bij enz. 
Het stroken van punten die stochastisch zijn geplaatst, maar toch op het zicht een richting aangeven, resulteert in een lijn (1D), een strook (2D) of een bundel (3D). 
Op de oude tekenkamer werden strooklatten gebruikt om langs vaste punten een vloeiende lijn te tekenen. Die soepele strooklatten konden recht van vorm zijn en krom langs de punten worden gebogen. Voor speciale doeleinden konden ze ook op bepaalde punten dikker of dunner zijn, om de gebogen lijn de gewenste vorm te geven. Er bestond ook een speciale uitvoering van: een met kunststof beklede loden staaf, die in vele (2D) bochten kon worden gebogen. Met een vierkante doorsnede van ongeveer 1 x 1 cm en een lengte van ongeveer 40 cm. 
Spanten van een schip werden gebogen op de spantenvloer, de mal of de lijn op de vloer die daar voor nodig was werd met behulp van strooklatten getekend. Daarvoor verantwoordelijk was de crasseur, die kraste of tekenende de lijnen in de vloer.